# مانشستر (كنتاكي)
مانشستر (بالإنجليزية: Manchester, Kentucky)‏ هي مدينة تقع في مقاطعة كلاي، كنتاكي بولاية كنتاكي في وسط جنوب شرق الولايات المتحدة. تبلغ مساحة هذه المدينة 3.9 (كم²)، وترتفع عن سطح البحر 265 م، بلغ عدد سكانها 1255 نسمة في عام 2000 حسب إحصاء مكتب تعداد الولايات المتحدة وتصل الكثافة السكانية فيها 321.8 نسمة/كم2.

## التركيبة السكانية
حدّد مكتب تعداد الولايات المتحدة بيانات التركيبة السكانية لمانشستر في تعداد الولايات المتحدة. في ما يلي، التركيبة السكانية حسب تعدادي 2000 و2010.

### تعداد عام 2000
بلغ عدد سكان مانشستر 1,738 نسمة بحسب تعداد عام 2000، وبلغ عدد الأسر 778 أسرة وعدد العائلات 456 عائلة مقيمة في المدينة. في حين سجلت الكثافة السكانية 236.5 نسمة لكل كيلومتر مربع (612.5/ميل2). وبلغ عدد الوحدات السكنية 844 وحدة بمتوسط كثافة قدره 114.8 لكل كيلومتر مربع (297.3/ميل2).
وتوزع التركيب العرقي للمدينة بنسبة 92.29% من البيض و6.27% من الأمريكيين الأفارقة و0.06% من الأمريكيين الأصليين و0.29% من الأمريكيين ذوي الأصول الآسيوية و0.06% من الأعراق الأخرى و1.04% من عرقين مختلطين أو أكثر و0.58% من الهسبانيون أو اللاتينيون من أي عرق.
بلغ عدد الأسر 778 أسرة كانت نسبة 31.6% منها لديها أطفال تحت سن الثامنة عشر تعيش معهم، وبلغت نسبة الأزواج القاطنين مع بعضهم البعض 38% من أصل المجموع الكلي للأسر، ونسبة 17.5% من الأسر كان لديها معيلات من الإناث دون وجود شريك،  بينما كانت نسبة 3.1% من الأسر لديها معيلون من الذكور دون وجود شريكة وكانت نسبة 41.4% من غير العائلات. تألفت نسبة 39.5% من أصل جميع الأسر من عدة أفراد يعيشون في نفس المنزل ونسبة 19% كانت تتألف من شخص يعيش بمفرده يبلغ من العمر 65 عاماً أو أكثر. وبلغ متوسط حجم الأسرة المعيشية 2.16، أما متوسط حجم العائلات فبلغ 2.89.
بلغ العمر الوسطي للسكان 38.5 عاماً. وكانت نسبة 22.5% من القاطنين تحت سن الثامنة عشر، وكانت نسبة 8.3% بين الثامنة عشر والرابعة والعشرين عاماً، ونسبة 26.6% كانت واقعةً في الفئة العمرية ما بين الخامسة والعشرين والرابعة والأربعين عاماً، ونسبة 22% كانت ما بين الخامسة والأربعين والرابعة والستين، ونسبة 17.3% كانت ضمن فئة الخامسة والستين عاماً فما فوق. يوجد لكل 100 أنثى 78.4 ذكر، ويوجد لكل 100 أنثى في الثامنة عشر من عمرها فما فوق 71.2 ذكر.
بلغ متوسط دخل الأسرة في المدينة 15,923 دولارًا، أما متوسط دخل العائلة فبلغ 25,625 دولارًا. وكان متوسط دخل الذكور 23,235 دولارًا مقابل 17,361 دولارًا للإناث. وسجل دخل الفرد الخاص بالمدينة 13,751 دولارًا. وكانت نسبة 27% من العائلات ونسبة 31.6% من السكان تحت خط الفقر، وكان من هؤلاء نسبة 39.7% تحت سن الثامنة عشر ونسبة 20.2% في الخامسة والستين من العمر وما فوق.

### تعداد عام 2010
بلغ عدد سكان مانشستر 1,255 نسمة بحسب تعداد عام 2010، وبلغ عدد الأسر 579 أسرة وعدد العائلات 332 عائلة مقيمة في المدينة. في حين سجلت الكثافة السكانية 170.7 نسمة لكل كيلومتر مربع (442.1/ميل2). وبلغ عدد الوحدات السكنية 655 وحدة بمتوسط كثافة قدره 89.1 لكل كيلومتر مربع (230.8/ميل2).
وتوزع التركيب العرقي للمدينة بنسبة 92.51% من البيض و6.29% من الأمريكيين الأفارقة و0.08% من الأمريكيين ذوي الأصول الآسيوية و0.24% من الأعراق الأخرى و0.88% من عرقين مختلطين أو أكثر و0.96% من الهسبانيون أو اللاتينيون من أي عرق.
بلغ عدد الأسر 579 أسرة كانت نسبة 27.3% منها لديها أطفال تحت سن الثامنة عشر تعيش معهم، وبلغت نسبة الأزواج القاطنين مع بعضهم البعض 33.5% من أصل المجموع الكلي للأسر، ونسبة 19% من الأسر كان لديها معيلات من الإناث دون وجود شريك،  بينما كانت نسبة 4.8% من الأسر لديها معيلون من الذكور دون وجود شريكة وكانت نسبة 42.7% من غير العائلات. تألفت نسبة 37.8% من أصل جميع الأسر من عدة أفراد يعيشون في نفس المنزل ونسبة 19.2% كانت تتألف من شخص يعيش بمفرده يبلغ من العمر 65 عاماً أو أكثر. وبلغ متوسط حجم الأسرة المعيشية 2.16، أما متوسط حجم العائلات فبلغ 2.84.
بلغ العمر الوسطي للسكان 39.8 عاماً. وكانت نسبة 20.6% من القاطنين تحت سن الثامنة عشر، وكانت نسبة 10.1% بين الثامنة عشر والرابعة والعشرين عاماً، ونسبة 26.5% كانت واقعةً في الفئة العمرية ما بين الخامسة والعشرين والرابعة والأربعين عاماً، ونسبة 26.5% كانت ما بين الخامسة والأربعين والرابعة والستين، ونسبة 16.2% كانت ضمن فئة الخامسة والستين عاماً فما فوق. وتوزع التركيب الجنسي للسكان بنسبة 43.9% ذكور و56.1% إناث.

## أعلام
- ريتشي فارمر
- روبرت مانينغ
- بيرترام ثوماس كومبس

## وصلات خارجية
- The US50 - Cities and Towns in Kentucky State